# Nee Katrientje
Nee Katrientje (ween niet meer) is een single van Joe Harris. Het is afkomstig van zijn album Mamma. Harris maakte toen deel uit van de stal van Sylvain Tack, die via Radio Mi Amigo zijn plaatjes kon promoten. Nee Katrientje was een van de twaalf hits die Harris in België had. Schrijver René van der Weyde zou later met Technotronic een heel andere kant op gaan met zijn muziek.

## Hitnotering

### BelgischeBRT Top 30
| Hitnotering: 6-4-1974 t/m 21-6-1974 | Hitnotering: 6-4-1974 t/m 21-6-1974 | Hitnotering: 6-4-1974 t/m 21-6-1974 | Hitnotering: 6-4-1974 t/m 21-6-1974 | Hitnotering: 6-4-1974 t/m 21-6-1974 | Hitnotering: 6-4-1974 t/m 21-6-1974 | Hitnotering: 6-4-1974 t/m 21-6-1974 | Hitnotering: 6-4-1974 t/m 21-6-1974 | Hitnotering: 6-4-1974 t/m 21-6-1974 | Hitnotering: 6-4-1974 t/m 21-6-1974 | Hitnotering: 6-4-1974 t/m 21-6-1974 | Hitnotering: 6-4-1974 t/m 21-6-1974 | Hitnotering: 6-4-1974 t/m 21-6-1974 |
| Week:                               | 1                                   | 2                                   | 3                                   | 4                                   | 5                                   | 6                                   | 7                                   | 8                                   | 9                                   | 10                                  | 11                                  |                                     |
| ----------------------------------- | ----------------------------------- | ----------------------------------- | ----------------------------------- | ----------------------------------- | ----------------------------------- | ----------------------------------- | ----------------------------------- | ----------------------------------- | ----------------------------------- | ----------------------------------- | ----------------------------------- | ----------------------------------- |
| Positie:                            | 21                                  | 23                                  | 25                                  | 17                                  | 20                                  | 13                                  | 6                                   | 20                                  | 17                                  | 24                                  | 28                                  | uit                                 |